# Eswatinisch-portugiesische Beziehungen
Die eswatinisch-portugiesischen Beziehungen beschreiben das zwischenstaatliche Verhältnis von Eswatini (bis 2018 Swasiland) und Portugal. Die Länder unterhalten seit 1968 direkte diplomatische Beziehungen.
Die bilateralen Beziehungen werden durch die portugiesische Gemeinde in Eswatini und den bilateralen Handel geprägt, bei dem die portugiesischen Importe eswatinischen Zuckers dominieren.
Im Jahr 2014 waren 1.026 Menschen im portugiesischen Konsulat in Eswatini registriert, insgesamt wurde die portugiesische Gemeinde im Jahr 2017 hier auf etwa 1.300 Personen geschätzt.
In Portugal waren im Jahr 2015 acht Bürger Eswatinis gemeldet.

## Geschichte

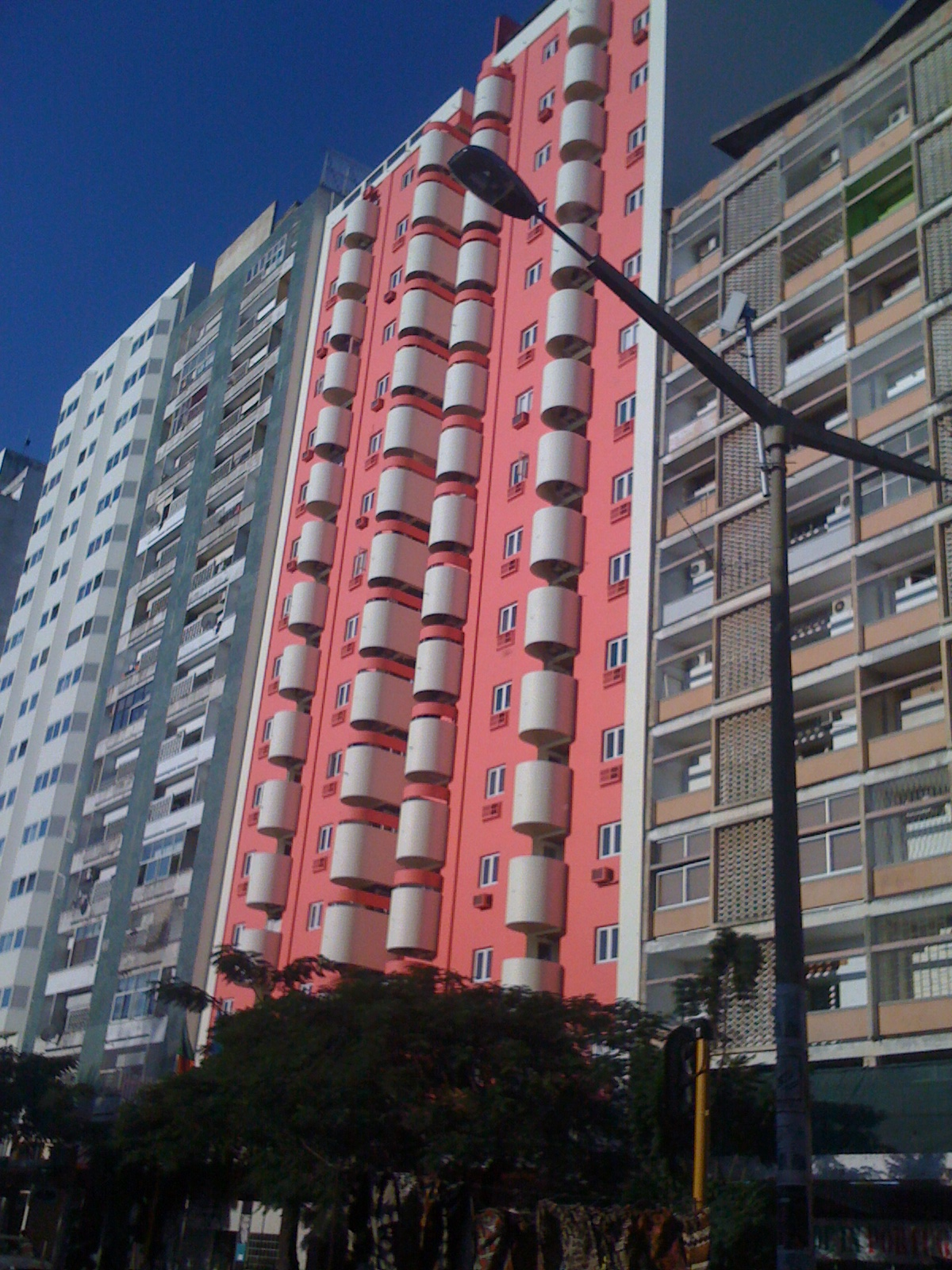
Portugals Botschaft in Mosambik ist auch für Eswatini zuständig

Am 6. September 1968 akkreditierte sich Manuel Lopes da Costa als erster portugiesischer Botschafter in der swasiländischen Hauptstadt Mbabane. Bis 1976 unterhielt Portugal eine eigene Botschaft in Mbabane, seither ist die portugiesische Vertretung in der mosambikanischen Hauptstadt Maputo für Eswatini zuständig.
Insbesondere nach der Unabhängigkeit der portugiesischen Kolonie Mosambik 1975 gingen eine Vielzahl portugiesischstämmiger Bewohner Mosambiks als Retornados nach Portugal, doch ließen sich viele auch in Südafrika und anderen Nachbarländern nieder, darunter Eswatini. Seither ist die portugiesische Gemeinde hier geprägt durch ihre Aktivität als Unternehmer in der Baubranche, der Industrie und im Handel (insbesondere Automobile).
Am 16. November 2015 unterzeichneten die Universität von Swasiland (seit 2018 Universität von Eswatini) und das portugiesische Kulturinstitut Instituto Camões eine Absichtserklärung, einen Studiengang des Portugiesischen aufzubauen. Dies geschah auf Wunsch des eswatinischen Königs Mswati III., der die Verbreitung der portugiesischen Sprache in seinem Land vorantreiben will, die auch im Nachbarland Mosambik Staatssprache ist. Die Universität von Swasiland unterhielt zu dem Zeitpunkt bereits Kooperationsprojekte mit der mosambikanischen Eduardo-Mondlane-Universität. In dem Zusammenhang wurde auch die Aufnahme des Portugiesischen in den staatlichen eswatinischen Lehrplan mit dem Bildungsministerium des Landes besprochen. Bislang wurden Englisch und Swazi als einzige Sprachen unterrichtet, während das Portugiesische nur in privaten Einrichtungen durch drei portugiesische Lehrer gelehrt wurde. Auch erste Absichten Eswatinis, danach einen Beobachterstatus in der Gemeinschaft der Portugiesischsprachigen Länder anzustreben, wurden bekannt.
Der Fall des entführten portugiesischen Unternehmers Almor Simões Oliveira war 2017 Gegenstand portugiesischer Berichterstattung. Der 77-jährige Industrielle lebte bereits mehrere Jahrzehnte in Swasiland, als er im April 2017 bei Matsapha verschwand. Seine Familie erhielt danach Lösegeldforderungen über umgerechnet etwa 135.000 Euro, zwei Asiaten wurden seiner Entführung verdächtigt und festgenommen.

## Diplomatie
Portugal unterhält seit 1976 keine eigene Botschaft mehr in Eswatini, zuständig ist der portugiesische Botschafter im etwa 200 km entfernten Maputo, Hauptstadt des angrenzenden Mosambiks. In der eswatinischen Hauptstadt Mbabane ist ein Honorarkonsulat Portugals eingerichtet.
Auch Eswatini hat keine eigene Botschaft in Portugal, zuständig ist seine Vertretung in Brüssel. Eswatinische Konsulate bestehen ebenfalls keine in Portugal.

## Wirtschaft

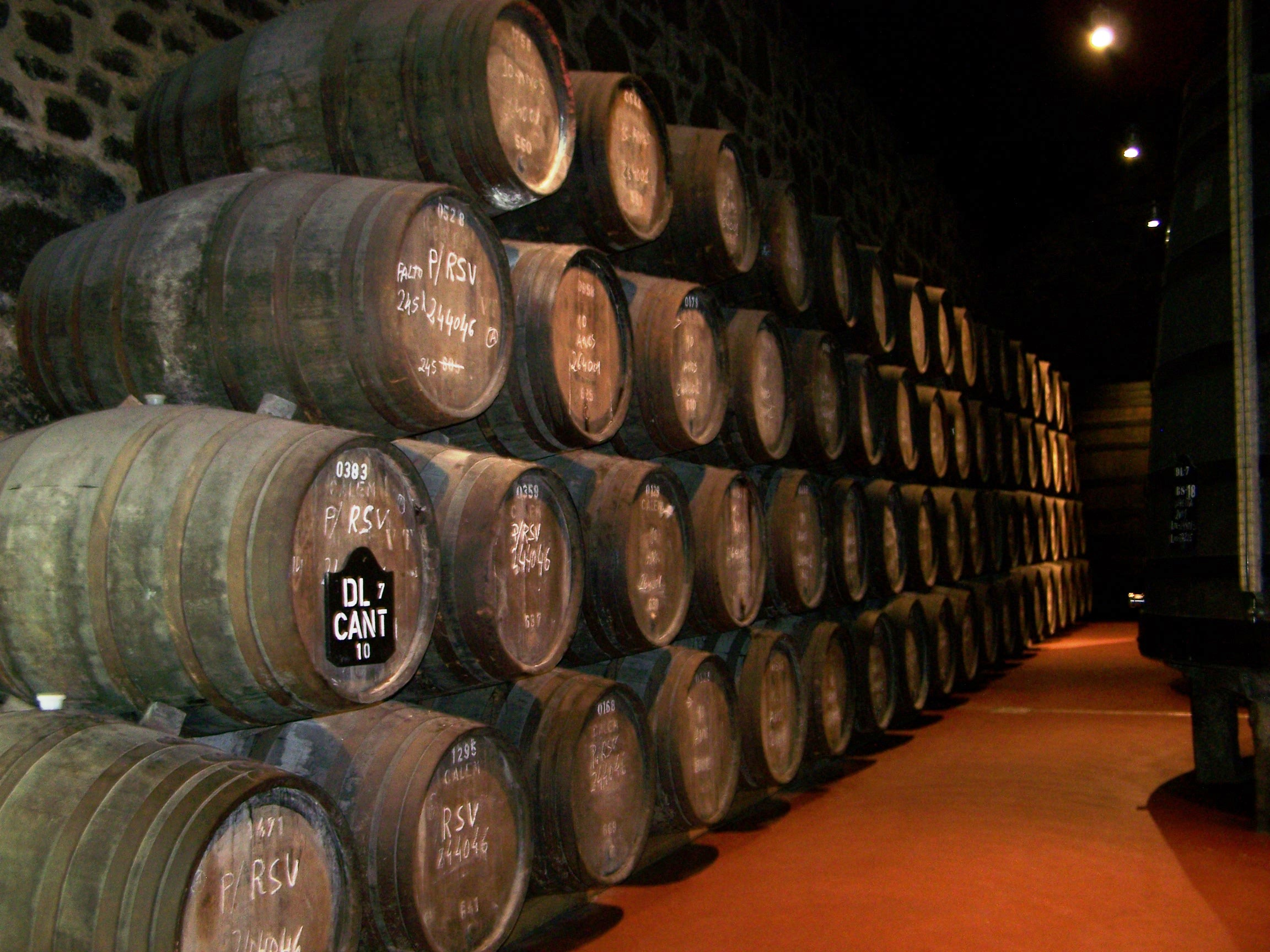
Portweinkeller in Vila Nova de Gaia: Wein ist das wichtigste Exportgut Portugals nach Eswatini

Die portugiesische Außenhandelskammer AICEP unterhält keine Niederlassung in Eswatini, zuständig ist die AICEP-Niederlassung in Maputo.
Zu den wichtigsten portugiesischen Unternehmen in Eswatini gehört der Energiekonzern Galp, der nach der Übernahme der eswatinischen Tochter der Royal Dutch Shell hier Treibstoffe und Schmierstoffe vertreibt.
Im Jahr 2016 exportierte Portugal Waren im Wert von 2,58 Mio. Euro nach Swasiland (2015: 2,63 Mio.; 2014: 1,86 Mio.; 2013: 2,05 Mio.; 2012: 2,14 Mio.), davon 77,2 % Lebensmittel (insbesondere Wein), 9,5 % Treibstoffe, 8,3 % Minerale und Erze und 3,0 % Maschinen und Geräte.
Im gleichen Zeitraum lieferte Swasiland Waren im Wert von 21,46 Mio. Euro an Portugal (2015: 27,44 Mio.; 2014: 0,99 Mio.; 2013: 35,24 Mio.; 2012: 0,86 Mio.), davon 96,2 % Zucker und 3,7 % Früchte.
Damit stand Swasiland für den portugiesischen Außenhandel an 134. Stelle als Abnehmer und an 82. Stelle als Lieferant, während Portugal im swasiländischen Außenhandel damit an 31. Stelle unter den Abnehmern und an 27. Stelle unter den Lieferanten stand.